# 마테이가

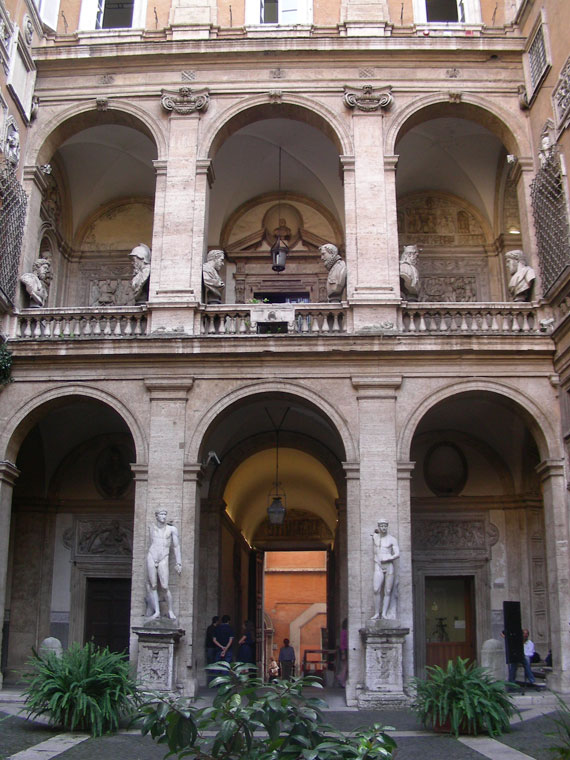
Cortile Mattei di Giove

마테이 가문(Mattei) 중세시대와 근세시대 동안 로마 교황청과 정부에서 높은 지위를 지녔던 로마에서 가장 강력한 귀족 가문중 하나였다. 가문은 치리아코 마테이 같은 열렬한 수집가에 의해서 뛰어난 예술작품들을 수집했다.
마테이 가문은 가톨릭 교회에서 지롤라모 마테이 (1586년), 가스파레 마테이 (1643년), 알레산드로 마테이 (1803년), 마리오 마테이 (1832년), 로렌초 지롤라모 마테이 (1833년), 루제로 루이지 에미디오 안티치 마테이 (1875년)등 8명의 추기경을 배출해냈다. 강력한 마테이 가문의 창시자는 조반니 자코모 마테이였다.

## 역사
마테이 가문의 뿌리는 전하는 바에 의하면, 파파레스키(Papareschi)라는 초기 로마시대의 가문까지 올라간다고하며, 그들의 조상들에는 교황 인노첸시오 2세 (1130년–1143년)가 포함된다고 한다.  1350년대에 가문은 리오네 산탄젤로(Rione Sant'Angelo)로 이동을 했고, Isola  Mattei라고 불리는 6개의 거주지가 있는 단지를 건설했다. 마테이 가문은 자수성가한 정치와 은행업으로서 명성을 떨쳤고 교회와 밀접한 연결이 되어서, 후에는 군대에게까지 손을 뻗쳤다.
역사적으로 유대인들의 거주지역인 로마 게토에 거주했음에도, 그들은 로마 가톨릭 교도였다. 교황 바오로 4세가 1555년에 게토 주변에 성벽을 쌓기로 결정하고 유대인들을 감금할때, 마테이 가문은 문의 열쇠를 수여받았다.

## 재산
로마에서 마테이 가문은 산탄젤로 리오네에 있는 팔라초 5개(이를 합쳐 "이솔라 데이 마테이"(isola dei Mattei)라고 부름: 팔라초 마테이 보기)와 트라스테베레에 있는 팔라초 1개를 소유했다. 게다가 그들은 리오네 첼리오에 있는 빌라 첼리몬타나를 소유했다. 가문은 교황의 부재기간 동안에 그들의 조상들의 궁전에 가까운 다리들을 소유했던것으로 추정되며, 다양한 수송 세금들을 부과하였다.
1597년에 조베 지역을 획득하면서, 그들의 오래된 칭호인 노빌레 로마노(Nobile Romano)에 더하여 조베 후작 (1643년에 후작 지위에 오름)이라는 칭호를 달았다.
1580년에서 1585년까지, 무치오 마테이는 로마에서 가장 유명한 분수중 하나이며, 그의 거주지 앞에 있는 폰타나 델레 타르타루게 (거북이 분수)를 제작했다.

## 가계도
16세기와 17세기 사이의 마테이 가문의 가계도:
|  |  |  |  |  |  |                                                  |                                                  |                                                  |                                                  |                                                  |                                                  |                                       |                                       |                                       |                                       |                                |                                |                                         |                                         |                                         |                                         |                                         |                                         |                           |                           |                           |                           |               |               |                               |                               |                               |                               |                               |                               |  |  |                              |                              |                              |                              |                              |                              |  |  |
|  |  |  |  |  |  |                                                  |                                                  |                                                  |                                                  |                                                  |                                                  |                                       |                                       |                                       |                                       |                                |                                |                                         |                                         |                                         |                                         |                                         |                                         |                           |                           |                           |                           |               |               |                               |                               |                               |                               |                               |                               |  |  |                              |                              |                              |                              |                              |                              |  |  |
|  |  |  |  |  |  |                                                  |                                                  |                                                  |                                                  | 알레산드로 마테이 (Alessandro Mattei)            | 알레산드로 마테이 (Alessandro Mattei)            | 알레산드로 마테이 (Alessandro Mattei) | 알레산드로 마테이 (Alessandro Mattei) | 알레산드로 마테이 (Alessandro Mattei) | 알레산드로 마테이 (Alessandro Mattei) |                                |                                | 에밀리아 마차토스타 (Emilia Mazzatosta) | 에밀리아 마차토스타 (Emilia Mazzatosta) | 에밀리아 마차토스타 (Emilia Mazzatosta) | 에밀리아 마차토스타 (Emilia Mazzatosta) | 에밀리아 마차토스타 (Emilia Mazzatosta) | 에밀리아 마차토스타 (Emilia Mazzatosta) |                           |                           | 무치오 안테이             | 무치오 안테이             | 무치오 안테이 | 무치오 안테이 | 무치오 안테이                 | 무치오 안테이                 |                               |                               |                               |                               |  |  |                              |                              |                              |                              |                              |                              |  |  |
|  |  |  |  |  |  |                                                  |                                                  |                                                  |                                                  | 알레산드로 마테이 (Alessandro Mattei)            | 알레산드로 마테이 (Alessandro Mattei)            | 알레산드로 마테이 (Alessandro Mattei) | 알레산드로 마테이 (Alessandro Mattei) | 알레산드로 마테이 (Alessandro Mattei) | 알레산드로 마테이 (Alessandro Mattei) |                                |                                | 에밀리아 마차토스타 (Emilia Mazzatosta) | 에밀리아 마차토스타 (Emilia Mazzatosta) | 에밀리아 마차토스타 (Emilia Mazzatosta) | 에밀리아 마차토스타 (Emilia Mazzatosta) | 에밀리아 마차토스타 (Emilia Mazzatosta) | 에밀리아 마차토스타 (Emilia Mazzatosta) |                           |                           | 무치오 안테이             | 무치오 안테이             | 무치오 안테이 | 무치오 안테이 | 무치오 안테이                 | 무치오 안테이                 |                               |                               |                               |                               |  |  |                              |                              |                              |                              |                              |                              |  |  |
|  |  |  |  |  |  |                                                  |                                                  |                                                  |                                                  |                                                  |                                                  |                                       |                                       |                                       |                                       |                                |                                |                                         |                                         |                                         |                                         |                                         |                                         |                           |                           |                           |                           |               |               |                               |                               |                               |                               |                               |                               |  |  |                              |                              |                              |                              |                              |                              |  |  |
|  |  |  |  |  |  |                                                  |                                                  |                                                  |                                                  |                                                  |                                                  |                                       |                                       |                                       |                                       |                                |                                |                                         |                                         |                                         |                                         |                                         |                                         |                           |                           |                           |                           |               |               |                               |                               |                               |                               |                               |                               |  |  |                              |                              |                              |                              |                              |                              |  |  |
|  |  |  |  |  |  | 치리아코 마테이                                  | 치리아코 마테이                                  | 치리아코 마테이                                  | 치리아코 마테이                                  | 치리아코 마테이                                  | 치리아코 마테이                                  |                                       |                                       | 줄리아 마투치 (Giulia Matuzzi)        | 줄리아 마투치 (Giulia Matuzzi)        | 줄리아 마투치 (Giulia Matuzzi) | 줄리아 마투치 (Giulia Matuzzi) | 줄리아 마투치 (Giulia Matuzzi)          | 줄리아 마투치 (Giulia Matuzzi)          |                                         |                                         | 지롤라모 마테이 추기경                  | 지롤라모 마테이 추기경                  | 지롤라모 마테이 추기경    | 지롤라모 마테이 추기경    | 지롤라모 마테이 추기경    | 지롤라모 마테이 추기경    |               |               | 아스드루발레 마테이 조베 후작 | 아스드루발레 마테이 조베 후작 | 아스드루발레 마테이 조베 후작 | 아스드루발레 마테이 조베 후작 | 아스드루발레 마테이 조베 후작 | 아스드루발레 마테이 조베 후작 |  |  | 코스탄차 곤차가              | 코스탄차 곤차가              | 코스탄차 곤차가              | 코스탄차 곤차가              | 코스탄차 곤차가              | 코스탄차 곤차가              |  |  |
|  |  |  |  |  |  | 치리아코 마테이                                  | 치리아코 마테이                                  | 치리아코 마테이                                  | 치리아코 마테이                                  | 치리아코 마테이                                  | 치리아코 마테이                                  |                                       |                                       | 줄리아 마투치 (Giulia Matuzzi)        | 줄리아 마투치 (Giulia Matuzzi)        | 줄리아 마투치 (Giulia Matuzzi) | 줄리아 마투치 (Giulia Matuzzi) | 줄리아 마투치 (Giulia Matuzzi)          | 줄리아 마투치 (Giulia Matuzzi)          |                                         |                                         | 지롤라모 마테이 추기경                  | 지롤라모 마테이 추기경                  | 지롤라모 마테이 추기경    | 지롤라모 마테이 추기경    | 지롤라모 마테이 추기경    | 지롤라모 마테이 추기경    |               |               | 아스드루발레 마테이 조베 후작 | 아스드루발레 마테이 조베 후작 | 아스드루발레 마테이 조베 후작 | 아스드루발레 마테이 조베 후작 | 아스드루발레 마테이 조베 후작 | 아스드루발레 마테이 조베 후작 |  |  | 코스탄차 곤차가              | 코스탄차 곤차가              | 코스탄차 곤차가              | 코스탄차 곤차가              | 코스탄차 곤차가              | 코스탄차 곤차가              |  |  |
|  |  |  |  |  |  |                                                  |                                                  |                                                  |                                                  |                                                  |                                                  |                                       |                                       |                                       |                                       |                                |                                |                                         |                                         |                                         |                                         |                                         |                                         |                           |                           |                           |                           |               |               |                               |                               |                               |                               |                               |                               |  |  |                              |                              |                              |                              |                              |                              |  |  |
|  |  |  |  |  |  |                                                  |                                                  |                                                  |                                                  |                                                  |                                                  |                                       |                                       |                                       |                                       |                                |                                |                                         |                                         |                                         |                                         |                                         |                                         |                           |                           |                           |                           |               |               |                               |                               |                               |                               |                               |                               |  |  |                              |                              |                              |                              |                              |                              |  |  |
|  |  |  |  |  |  | 조반니 바티스타 마테이 (Giovanni Batista Mattei) | 조반니 바티스타 마테이 (Giovanni Batista Mattei) | 조반니 바티스타 마테이 (Giovanni Batista Mattei) | 조반니 바티스타 마테이 (Giovanni Batista Mattei) | 조반니 바티스타 마테이 (Giovanni Batista Mattei) | 조반니 바티스타 마테이 (Giovanni Batista Mattei) |                                       |                                       |                                       |                                       |                                |                                |                                         |                                         |                                         |                                         | 지롤라모 마테이 조베 공작               | 지롤라모 마테이 조베 공작               | 지롤라모 마테이 조베 공작 | 지롤라모 마테이 조베 공작 | 지롤라모 마테이 조베 공작 | 지롤라모 마테이 조베 공작 |               |               | 루이지 마테이 벨몬테 후작     | 루이지 마테이 벨몬테 후작     | 루이지 마테이 벨몬테 후작     | 루이지 마테이 벨몬테 후작     | 루이지 마테이 벨몬테 후작     | 루이지 마테이 벨몬테 후작     |  |  | 파올로 마테이 (Paolo Mattei) | 파올로 마테이 (Paolo Mattei) | 파올로 마테이 (Paolo Mattei) | 파올로 마테이 (Paolo Mattei) | 파올로 마테이 (Paolo Mattei) | 파올로 마테이 (Paolo Mattei) |  |  |
|  |  |  |  |  |  | 조반니 바티스타 마테이 (Giovanni Batista Mattei) | 조반니 바티스타 마테이 (Giovanni Batista Mattei) | 조반니 바티스타 마테이 (Giovanni Batista Mattei) | 조반니 바티스타 마테이 (Giovanni Batista Mattei) | 조반니 바티스타 마테이 (Giovanni Batista Mattei) | 조반니 바티스타 마테이 (Giovanni Batista Mattei) |                                       |                                       |                                       |                                       |                                |                                |                                         |                                         |                                         |                                         | 지롤라모 마테이 조베 공작               | 지롤라모 마테이 조베 공작               | 지롤라모 마테이 조베 공작 | 지롤라모 마테이 조베 공작 | 지롤라모 마테이 조베 공작 | 지롤라모 마테이 조베 공작 |               |               | 루이지 마테이 벨몬테 후작     | 루이지 마테이 벨몬테 후작     | 루이지 마테이 벨몬테 후작     | 루이지 마테이 벨몬테 후작     | 루이지 마테이 벨몬테 후작     | 루이지 마테이 벨몬테 후작     |  |  | 파올로 마테이 (Paolo Mattei) | 파올로 마테이 (Paolo Mattei) | 파올로 마테이 (Paolo Mattei) | 파올로 마테이 (Paolo Mattei) | 파올로 마테이 (Paolo Mattei) | 파올로 마테이 (Paolo Mattei) |  |  |
|  |  |  |  |  |  |                                                  |                                                  |                                                  |                                                  |                                                  |                                                  |                                       |                                       |                                       |                                       |                                |                                |                                         |                                         |                                         |                                         |                                         |                                         |                           |                           |                           |                           |               |               |                               |                               |                               |                               |                               |                               |  |  |                              |                              |                              |                              |                              |                              |  |  |

## 차이
그 시기에 많은 이탈리아 귀족 가문들처럼, 아들들은 그들의 전임자들을 기념하여 이름을 지었다. 마테이 가문에 경우에는, 몇번이고 같은 세례명을 주었다.  위에 있는 가계도의 마지막 뿌리에 있는 알레산드로 마테이(Alessandro Mattei)는 사료에서 그가 성직자의 인생을 살았음을 시사하지만, 알레산드로 마테이 (1744년–1820년)는 아니다.. 아이러니 하게도, 후자의 마테이는 1702년에 태어나 나중에 추기경이 되는 루이지 마테이(Luigi Mattei)의 조카였다(위의 가계도에 있는 군대에 종사한 루이지 마테이와는 다름).
직접적인 관계가 확실한것은 아니지만, 동시대의 알레산드로 마테이 (1744–1820), 로렌초 지롤라모 마테이 (1748–1833), 마리오 마테이 (1792–1870) 그리고 루제로 루에지 에미디오 안티치 마테이 (1811–1883)의 전기에서는 그들 모두가 연관이 있음을 시사한다.

## 같이 보기
- 팔라초 마테이